# ROUGE (mètrica)
ROUGE, o Recall-Oriented Understudy for Gisting Evaluation, és un conjunt de mètriques i un paquet de programari utilitzats per avaluar el resum automàtic i el programari de traducció automàtica en el processament del llenguatge natural. Les mètriques comparen un resum o traducció produït automàticament amb una referència o un conjunt de referències (produït per humans) resum o traducció.

## Mètriques
Les cinc mètriques d'avaluació següents estan disponibles.
- ROUGE-N: solapament de n-grams entre el sistema i els resums de referència.
  - ROUGE-1 es refereix a la superposició d'unigrames (cada paraula) entre el sistema i els resums de referència.
  - ROUGE-2 es refereix a la superposició de bigrames entre el sistema i els resums de referència.
- ROUGE-L: estadístiques basades en la subseqüència comuna més llarga (LCS). El problema de subseqüència comú més llarg té en compte la similitud de l'estructura a nivell de frase de manera natural i identifica automàticament els n-grams de seqüència més llargs.
- ROUGE-W: estadístiques basades en LCS ponderades que afavoreixen els LCS consecutius.
- ROUGE-S: estadístiques de co-ocurrència basades en Skip-bigram. Skip-bigram és qualsevol parell de paraules en l'ordre de la frase.
- ROUGE-SU: estadístiques de co-ocurrència basades en unigrames i salt-bigram.